# Região Metropolitana de Parnaíba
A Região Metropolitana de Parnaíba (RMP) é uma região metropolitana criada em 27 de abril de 2022 no estado brasileiro do Piauí,  formada por 4 municípios, todos no litoral do estado e que juntos têm mais de 219 mil habitantes.
Os quatros municípios que a compõe são Parnaíba, Luís Correia (Piauí), Cajueiro da Praia e Ilha Grande (Piauí), e o Conselho de Desenvolvimento da RMP foi criado na mesma data, visando "projetos que beneficiarão os municípios em todas as áreas, através de projetos sociais, econômicos, ambientais e de infraestrutura".
A Grande Parnaíba foi criada também devido a interação dos municípios que fazem parte do litoral do Piauí e posteriormente do crescimento avançado dessa região nos últimos anos. Nesse sentido é perceptível um processo de conurbação entre as cidades de Parnaíba e Luis Correia. Estima-se que futuramente as duas cidades vão formar um mesmo habitat urbano, onde a separação será apenas o Rio Portinho. 

## Municípios
| Município         | População (2024) | População (2010) | Crescimento | Área (km²) | PIB (em R$ 1.000) (2021) |
| ----------------- | ---------------- | ---------------- | ----------- | ---------- | ------------------------ |
| Parnaíba          | 169.552          | 145.705          | +23.847     | 436,907    | 2.968.947                |
| Luís Correia      | 31.775           | 28.406           | +3.369      | 1.074,132  | 378.697                  |
| Ilha Grande       | 9.501            | 8.914            | +587        | 129,696    | 119.725                  |
| Cajueiro da Praia | 8.203            | 7.164            | +1.039      | 271,165    | 115.372                  |
| Total             | 219.031          | 190.189          | +28.842     | 1.911,900  | 3.582.741                |